# USJファン!
『USJファン！』は、大阪の毎日放送（MBS）で毎週月曜日の19:55-19:57に放送されていたミニ番組である（MBSの番組表より。雑誌・新聞によっては次番組の天気予報と組み合わせて19:55-20:00としているものもある）。
当初は毎週月曜日の19:54-20:00に放送、2009年4月期より毎週月曜日の19:50-19:55に変更、2010年4月期より放送時間が19:55-19:57となる。火曜日19:54-20:00にも放送していた時期がある。
中部日本放送（CBC）でも毎週金曜日の21:54-22:00に放送されたが、2010年12月24日を以って打ち切り。
大阪市此花区にある映画のテーマパーク・ユニバーサル・スタジオ・ジャパン (USJ) のアトラクションやイベント情報などを毎日放送の女子アナウンサーが紹介する。
約10年間続いたが、2011年3月21日の放送を以って終了。
現在は、同名でUSJ公式ファンアンバサダープログラムとしてUSJファンが使用されている

## 出演アナウンサー
- 前田阿希子
- 松井愛
- 上田悦子
- 松本麻衣子
- 吉竹史
- 八木早希
- 斎藤裕美
- 小野陶子（現在は退社）
- 松川浩子